# Segunda División Profesional de Chile 2014-15
El Torneo de Segunda División fue la 4.ª edición de este torneo que contó con un total de 12 equipos profesionales. Comenzó el 30 de agosto de 2014 y finalizó el 5 de mayo de 2015. La novedad de este torneo fue la eliminación de los clubes filiales que, hasta el torneo pasado, estaban presentes. De los 8 equipos profesionales que participaron el año pasado, 4 equipos provienen de Tercera A, como son Municipal Mejillones, Municipal La Pintana (quién cambió de nombre a Deportes La Pintana), Deportes Ovalle y Deportes Quilicura (que se trasladó a Buin y adoptó el nombre Club Deportivo Maipo Quilicura). También viene un club de la Primera B que es Naval de Talcahuano, que descendió por no pago de cotizaciones entre agosto de 2013 y febrero de 2014.

## Ascensos y descensos
| Pos | a Primera B 2014-15               |
| --- | --------------------------------- |
| 1º  | 'Iberia de Los Ángeles' (Campeón) |

| Pos. | de Primera B 2013-14                  |
| ---- | ------------------------------------- |
| 14º  | Naval de Talcahuano* (Por secretaría) |

| Pos. | a Tercera División 2014 |
| ---- | ----------------------- |
| -    | No hubo descenso        |

| Pos. | a Segunda División Profesional 2014-15 |
| ---- | -------------------------------------- |
| 2º   | Deportivo Maipo Quilicura (Subcampeón) |
| -    | Municipal Mejillones                   |
| -    | Deportes Ovalle                        |
| -    | Deportes La Pintana                    |

- Naval de Talcahuano desciende por Secretaría a la Segunda División 2014-15 (ocupando el lugar de Lota Schwager), por irregularidades en la Información de Pago de Cotizaciones Previsionales Informadas entre agosto de 2013 y febrero de 2014.

## Aspectos generales

### Sistema de campeonato
Se jugarán 16 fechas divididas en 2 ruedas, a disputarse primeros en fase zonal en 2 grupos de 6 equipos y luego, bajo el sistema conocido como todos contra todos, en una sola rueda. En este torneo, se observará el sistema de puntos, de acuerdo a la reglamentación de la Internacional F.A. Board, asignándose tres puntos, al equipo que resulte ganador; un punto, a cada uno en caso de empate; y cero punto al perdedor.
El orden de clasificación de los equipos, se determinará en una tabla de cómputo general, de la siguiente manera:
- A) Mayor cantidad de puntos obtenidos; en caso de igualdad;
- B) Mayor diferencia entre los goles marcados y recibidos; en caso de igualdad;
- C) Mayor cantidad de partidos ganados; en caso de igualdad;
- D) Mayor cantidad de goles convertidos; en caso de igualdad;
- E) Mayor cantidad de goles de visita marcados; en caso de igualdad;
- F) Menor cantidad de tarjetas rojas recibidas; en caso de igualdad;
- G) Menor cantidad de tarjetas amarillas recibidas; en caso de igualdad;
- H) Sorteo.

En cuanto al campeón del torneo 2014-15, se definirá de acuerdo al mismo sistema anteriormente mencionado.

### Modalidad
Este torneo, a diferencia de las 3 temporadas anteriores, tomará el modelo del último tiempo de la Primera B y se jugará en 2 fases.

#### Primera Rueda
- Fase Zonal: Según zona geográfica de los equipos, se dividirán en 2 grupos de 6 equipos, jugándose en 1 rueda un total de 5 fechas.

- Fase Nacional: Después de que la fase zonal concluya, los 12 equipos jugarán en un sistema todos contra todos en 1 rueda, un total de 11 fechas.

#### Segunda Rueda
El fixture utilizado para la segunda rueda será espejado, sólo se rotará la condición de local, es decir, aquel equipo que dispute un partido de local en la primera rueda del campeonato, jugará contra ese mismo rival, en la misma fecha, en condición de visitante en la segunda rueda del campeonato.
- Fase Zonal: Según zona geográfica de los equipos, se dividirán en 2 grupos de 6 equipos, jugándose en 1 rueda un total de 5 fechas.
- Fase Nacional: Después de que la fase zonal concluya, los 12 equipos jugarán en un sistema todos contra todos en 1 rueda, un total de 11 fechas.

El equipo que finalice en el 1.º lugar terminado las 2 ruedas correspondientes, se coronará campeón de la Segunda División y ascenderá de forma automática a la Primera B para la temporada 2015-16, reemplazando al que descienda de la tabla acumulada de la Primera B 2014-15. Por otra parte, el equipo que finalice en el 12° lugar (último), descenderá en forma automática a la Tercera División para la temporada 2015-16, siendo reemplazado por Arturo Fernández Vial, Colchagua y Deportes Santa Cruz, que participarán en esta categoría, en esa misma temporada mencionada.

### Zonas
La división de equipos se realizará usando criterios geográficos, determinados por la ANFP.
| Zona Norte | Zona Sur |
| - Municipal Mejillones - Deportes Ovalle - San Antonio Unido - Trasandino - Deportes Melipilla - Deportes La Pintana | - Deportivo Maipo Quilicura - Deportes Linares - Naval - Malleco Unido - Deportes Valdivia - Deportes Puerto Montt |
| --- | --- |

### Árbitros
| Provenientes de Primera B          | Siguen del torneo pasado                        | Árbitros Debutantes                                                                                             |
| - Cristián Droguett - Héctor Arcos | - Marcelo Sáez - Marcelo Ponce - David Figueroa | - Omar Oporto - Manuel Marín - Nicolás Gamboa - Fabián Aracena - Marcelo Jeria - Julio Abdala - Jorge Arancibia |
| ---------------------------------- | ----------------------------------------------- | --- |

## Equipos participantes Torneo 2014-15
|                                               | Deportes La Pintana       | Bandera de Chile     | Christian Muñoz |  | La Pintana   | Municipal de La Pintana     | 6.000  | Bandera de Chile  | Training Professional | Bandera de Chile |                     |
|                                               | Deportes Linares          | Bandera de Chile     | Jaime Nova      |  | Linares      | Municipal de Linares        | 7.000  | Bandera de Chile  | Training Professional | Bandera de Chile | Multihogar          |
|                                               | Deportivo Maipo Quilicura | Bandera de Chile     | Ricardo Toro    |  | Buin         | Municipal de Buin           | 2.000  | Bandera de Chile  | JCQ                   | Bandera de Chile |                     |
|                                               | Deportes Melipilla        | Bandera de Chile     | Nelson Cossio   |  | Melipilla    | Roberto Bravo Santibáñez    | 5.500  | Bandera de Chile  | Training Professional | Bandera de Chile | Ariztia             |
|                                               | Deportes Ovalle           | Bandera de Chile     | Danilo Chacón   |  | Ovalle       | Municipal de Punitaqui      | 829    | Bandera de Chile  | Training Professional | Bandera de Chile | Besalco             |
|                                               | Deportes Puerto Montt     | Bandera de Chile     | Erwin Durán     |  | Puerto Montt | Bicentenario Chinquihue     | 10.000 | Bandera de Chile  | Evensport             | Bandera de Chile | PF                  |
|                                               | Deportes Valdivia         | Bandera de Argentina | Gerardo Reinoso |  | Valdivia     | Félix Gallardo              | 2.500  | Bandera de Brasil | Dalponte              | Bandera de Chile | Techo, Saesa, Colun |
|                                               | Malleco Unido             | Bandera de Chile     | Gerardo Silva   |  | Angol        | Alberto Larraguibel Morales | 4.000  | Bandera de Brasil | Penalty               | Bandera de Chile | Scotta Chile S.A.   |
|                                               | Municipal Mejillones      | Bandera de Chile     | Ramón Climent   |  | Mejillones   | Municipal de Mejillones     | 4.000  | Bandera de Brasil | Dalponte              | Bandera de Chile | Minera Escondida    |
|                                               | Naval de Talcahuano       | Bandera de Chile     | Felipe Cornejo  |  | Talcahuano   | Municipal de Tomé           | 3.000  | Bandera de Chile  | Training Professional | Bandera de Chile |                     |
|                                               | San Antonio Unido         | Bandera de Chile     | Luis Musrri     |  | San Antonio  | Doctor Olegario Henríquez   | 2.024  |                   |                       | Bandera de Chile | Puerto Central      |
|                                               | Trasandino de Los Andes   | Bandera de Chile     | Jorge Miranda   |  | Los Andes    | Regional de Los Andes       | 2.800  | Bandera de Chile  | Training Professional | Bandera de Chile | Steel Ingeniería    |
| Datos actualizados al día 13 de abril de 2015 |                           |                      |                 |  |              |                             |        |                   |                       |                  |                     |

## Equipos porregión
| Región        | Equipos                                                                |
| ------------- | ---------------------------------------------------------------------- |
| Antofagasta   | - Municipal Mejillones                                                 |
| Coquimbo      | - Deportes Ovalle                                                      |
| Valparaíso    | - San Antonio Unido - Trasandino                                       |
| Metropolitana | - Deportes La Pintana - Deportes Melipilla - Deportivo Maipo Quilicura |
| Maule         | - Deportes Linares                                                     |
| Biobío        | - Naval                                                                |
| Araucanía     | - Malleco Unido                                                        |
| Los Ríos      | - Deportes Valdivia                                                    |
| Los Lagos     | - Deportes Puerto Montt                                                |

| Municipal Mejillones Deportes Ovalle Trasandino Equipos de la R. Metropolitana San Antonio Unido Deportes Linares Naval Malleco Unido Deportes Valdivia Deportes Puerto Montt |

| Deportes La Pintana C. D. Maipo Quilicura Deportes Melipilla |

## Tabla de posiciones
Fecha de actualización: 5 de mayo de 2015
|  |     | Clubes                    | Pts | PJ | G  | E  | P  | GF | GC | Dif | Rend. |
|  | --- | ------------------------- | --- | -- | -- | -- | -- | -- | -- | --- | ----- |
|  | 1º  | Deportes Puerto Montt (C) | 69  | 32 | 21 | 6  | 5  | 55 | 30 | +25 | 71.9% |
|  | 2º  | San Antonio Unido         | 68  | 32 | 21 | 5  | 6  | 54 | 35 | +19 | 70.8% |
|  | 3º  | Deportes Valdivia         | 53  | 32 | 15 | 8  | 9  | 63 | 48 | +15 | 55.2% |
|  | 4º  | Deportes La Pintana       | 49  | 32 | 14 | 7  | 11 | 57 | 52 | +5  | 51.0% |
|  | 5º  | Malleco Unido             | 46  | 32 | 13 | 7  | 12 | 67 | 53 | +14 | 47.9% |
|  | 6º  | Deportes Melipilla        | 45  | 32 | 13 | 6  | 13 | 41 | 37 | +4  | 46.9% |
|  | 7º  | Deportes Ovalle           | 45  | 32 | 11 | 12 | 9  | 37 | 44 | -7  | 46.9% |
|  | 8º  | Trasandino                | 40  | 32 | 9  | 13 | 10 | 35 | 36 | -1  | 41.7% |
|  | 9º  | Deportes Linares          | 33  | 32 | 8  | 9  | 15 | 35 | 49 | -14 | 34.4% |
|  | 10º | Naval                     | 32  | 32 | 9  | 8  | 15 | 43 | 50 | -7  | 33.3% |
|  | 11º | Municipal Mejillones      | 29  | 32 | 8  | 5  | 19 | 42 | 54 | -12 | 30.2% |
|  | 12º | Deportivo Maipo Quilicura | 18  | 32 | 4  | 6  | 22 | 32 | 73 | -41 | 18.8% |

|  |                                                        |
|  | Campeón, Ascendió directamente a la Primera B 2015-16. |
|  | Último, Desciende a la Tercera División A 2016.        |

## Evolución de la clasificación
| Equipo / Fecha            | 01 | 02 | 03 | 04 | 05 | 06 | 07 | 08 | 09 | 10 | 11 | 12 | 13 | 14 | 15 | 16 | 17 | 18 | 19 | 20 | 21 | 22 | 23 | 24 | 25 | 26 | 27 | 28 | 29 | 30 | 31 | 32 |
| ------------------------- | -- | -- | -- | -- | -- | -- | -- | -- | -- | -- | -- | -- | -- | -- | -- | -- | -- | -- | -- | -- | -- | -- | -- | -- | -- | -- | -- | -- | -- | -- | -- | -- |
| Deportes Puerto Montt     | 8  | 6  | 4  | 2  | 1  | 1  | 3  | 2  | 1  | 2  | 3  | 3  | 2  | 1  | 1  | 1  | 1  | 1  | 2  | 2  | 2  | 2  | 1  | 1  | 2  | 2  | 2  | 2  | 2  | 2  | 2  | 1  |
| San Antonio Unido         | 10 | 9  | 8  | 3  | 3  | 3  | 2  | 3  | 3  | 3  | 2  | 1  | 3  | 2  | 2  | 2  | 2  | 2  | 1  | 1  | 1  | 1  | 2  | 2  | 1  | 1  | 1  | 1  | 1  | 1  | 1  | 2  |
| Deportes Valdivia         | 3  | 5  | 7  | 5  | 6  | 6  | 7  | 5  | 7  | 8  | 8  | 8  | 9  | 8  | 6  | 6  | 6  | 4  | 4  | 4  | 4  | 4  | 4  | 4  | 4  | 3  | 3  | 3  | 3  | 3  | 3  | 3  |
| Deportes La Pintana       | 7  | 4  | 2  | 4  | 2  | 2  | 1  | 1  | 2  | 1  | 1  | 2  | 1  | 3  | 3  | 3  | 3  | 3  | 3  | 3  | 3  | 3  | 3  | 3  | 3  | 4  | 4  | 4  | 4  | 4  | 4  | 4  |
| Malleco Unido             | 1  | 1  | 3  | 7  | 8  | 8  | 9  | 8  | 5  | 7  | 7  | 7  | 6  | 6  | 7  | 7  | 7  | 7  | 6  | 8  | 8  | 6  | 7  | 6  | 5  | 5  | 5  | 5  | 5  | 5  | 5  | 5  |
| Deportes Melipilla        | 6  | 8  | 10 | 9  | 10 | 9  | 5  | 6  | 8  | 6  | 5  | 5  | 7  | 7  | 8  | 8  | 9  | 8  | 8  | 7  | 6  | 8  | 5  | 5  | 6  | 6  | 6  | 6  | 6  | 7  | 6  | 6  |
| Deportes Ovalle           | 5  | 2  | 1  | 1  | 4  | 4  | 4  | 4  | 4  | 4  | 4  | 4  | 4  | 4  | 5  | 5  | 5  | 6  | 7  | 5  | 7  | 5  | 6  | 7  | 7  | 7  | 7  | 7  | 7  | 6  | 7  | 7  |
| Trasandino                | 2  | 3  | 6  | 8  | 5  | 5  | 6  | 7  | 6  | 5  | 6  | 6  | 5  | 5  | 4  | 4  | 4  | 5  | 5  | 6  | 5  | 7  | 8  | 8  | 8  | 8  | 8  | 8  | 8  | 8  | 8  | 8  |
| Deportes Linares          | 4  | 7  | 5  | 6  | 7  | 7  | 8  | 9  | 10 | 10 | 9  | 10 | 10 | 10 | 9  | 9  | 8  | 9  | 9  | 9  | 9  | 9  | 10 | 10 | 10 | 11 | 11 | 11 | 11 | 11 | 10 | 9  |
| Naval                     | 9  | 11 | 9  | 10 | 9  | 10 | 11 | 11 | 11 | 11 | 11 | 11 | 11 | 11 | 11 | 11 | 11 | 11 | 11 | 11 | 11 | 11 | 11 | 11 | 11 | 9  | 9  | 9  | 9  | 9  | 9  | 10 |
| Municipal Mejillones      | 11 | 12 | 12 | 12 | 12 | 11 | 10 | 10 | 9  | 9  | 10 | 9  | 8  | 9  | 10 | 10 | 10 | 10 | 10 | 10 | 10 | 10 | 9  | 9  | 9  | 10 | 10 | 10 | 10 | 10 | 11 | 11 |
| Deportivo Maipo Quilicura | 12 | 10 | 11 | 11 | 11 | 12 | 12 | 12 | 12 | 12 | 12 | 12 | 12 | 12 | 12 | 12 | 12 | 12 | 12 | 12 | 12 | 12 | 12 | 12 | 12 | 12 | 12 | 12 | 12 | 12 | 12 | 12 |

* Nota: No siempre los partidos de cada jornada, se juegan en la fecha programada por diversos motivos. Sin embargo, la evolución de la clasificación de cada equipo, se hace bajo el supuesto de que no hay aplazamiento.

## Resultados

### Primera Rueda
|                                           | Deportes Ovalle           | 1 - 0 | San Antonio Unido    | Archivo:San Antonio Unido Banderin.png | Municipal de Punitaqui  | Héctor Arcos      | 30 de agosto    | 15:30 | Norte |
| Archivo:Municipal La Pintana Banderin.png | Deportes La Pintana       | 1 - 1 | Deportes Melipilla   | Archivo:Melipilla Banderin.png         | Municipal La Pintana    | Nicolás Gamboa    | 30 de agosto    | 16:00 | Norte |
|                                           | Trasandino                | 3 - 1 | Municipal Mejillones |                                        | Regional de Los Andes   | Omar Oporto       | 30 de agosto    | 16:00 | Norte |
| Archivo:Puerto Montt Banderin.png         | Deportes Puerto Montt     | 1 - 2 | Deportes Valdivia    | Archivo:Valdivia Banderin.png          | Bicentenario Chinquihue | Marcelo Jeria     | 30 de agosto    | 18:00 | Sur   |
|                                           | Deportivo Maipo Quilicura | 0 - 3 | Malleco Unido        | Archivo:Malleco Banderin.png           | Municipal La Pintana    | Cristián Droguett | 1 de septiembre | 15:30 | Sur   |
|                                           | Naval                     | 0 - 1 | Deportes Linares     |                                        | Municipal de Tomé       | Marcelo Sáez      | 3 de septiembre | 15:30 | Sur   |

| Archivo:San Antonio Unido Banderin.png | San Antonio Unido    | 0 - 0 | Trasandino                |                                           | El Quisco               | Nicolás Gamboa | 6 de septiembre | 16:00 | Norte |
|                                        | Municipal Mejillones | 1 - 2 | Deportes La Pintana       | Archivo:Municipal La Pintana Banderin.png | Municipal de Mejillones | Fabián Aracena | 6 de septiembre | 20:00 | Norte |
|                                        | Deportes Linares     | 2 - 4 | Deportes Puerto Montt     | Archivo:Puerto Montt Banderin.png         | Fiscal de Linares       | Héctor Arcos   | 7 de septiembre | 15:30 | Sur   |
| Archivo:Malleco Banderin.png           | Malleco Unido        | 3 - 2 | Naval                     |                                           | Alberto Larraguibel     | Julio Abdala   | 7 de septiembre | 15:30 | Sur   |
| Archivo:Valdivia Banderin.png          | Deportes Valdivia    | 0 - 0 | Deportivo Maipo Quilicura |                                           | Félix Gallardo          | Marcelo Sáez   | 7 de septiembre | 17:00 | Sur   |
| Archivo:Melipilla Banderin.png         | Deportes Melipilla   | 1 - 2 | Deportes Ovalle           |                                           | Santiago Bueras         | Manuel Marín   | 8 de septiembre | 15:00 | Norte |

|                                           | Deportivo Maipo Quilicura | 0 - 4 | Naval                |                                        | Santiago Bueras          | Marcelo Jeria     | 12 de septiembre | 16:00 | Sur   |
|                                           | Deportes Ovalle           | 2 - 0 | Municipal Mejillones |                                        | Municipal de Punitaqui   | Jorge Arancibia   | 13 de septiembre | 15:00 | Norte |
| Archivo:Puerto Montt Banderin.png         | Deportes Puerto Montt     | 1 - 0 | Malleco Unido        | Archivo:Malleco Banderin.png           | Bicentenario Chinquihue  | Omar Oporto       | 13 de septiembre | 18:00 | Sur   |
| Archivo:Melipilla Banderin.png            | Deportes Melipilla        | 0 - 1 | San Antonio Unido    | Archivo:San Antonio Unido Banderin.png | Roberto Bravo Santibáñez | Cristián Droguett | 14 de septiembre | 15:30 | Norte |
|                                           | Deportes Linares          | 1 - 0 | Deportes Valdivia    | Archivo:Valdivia Banderin.png          | Fiscal de Linares        | Julio Abdala      | 14 de septiembre | 15:30 | Sur   |
| Archivo:Municipal La Pintana Banderin.png | Deportes La Pintana       | 2 - 0 | Trasandino           |                                        | Municipal de La Pintana  | Manuel Marín      | 14 de septiembre | 16:00 | Norte |

|                                           | Naval                     | 0 - 1 | Deportes Puerto Montt | Archivo:Puerto Montt Banderin.png      | Municipal de Tomé       | Jorge Arancibia   | 26 de septiembre | 17:00 | Sur   |
| Archivo:Municipal La Pintana Banderin.png | Deportes La Pintana       | 1 - 3 | San Antonio Unido     | Archivo:San Antonio Unido Banderin.png | Municipal de La Pintana | Marcelo Sáez      | 27 de septiembre | 16:00 | Norte |
|                                           | Deportivo Maipo Quilicura | 1 - 1 | Deportes Linares      |                                        | Municipal de Quilicura  | Fabián Aracena    | 27 de septiembre | 16:00 | Sur   |
|                                           | Trasandino                | 1 - 1 | Deportes Ovalle       |                                        | Regional de Los Andes   | Cristián Droguett | 27 de septiembre | 17:00 | Norte |
|                                           | Municipal Mejillones      | 1 - 2 | Deportes Melipilla    | Archivo:Melipilla Banderin.png         | Municipal de Mejillones | Héctor Arcos      | 27 de septiembre | 20:00 | Norte |
| Archivo:Malleco Banderin.png              | Malleco Unido             | 2 - 3 | Deportes Valdivia     | Archivo:Valdivia Banderin.png          | Alberto Larraguibel     | Nicolás Gamboa    | 28 de septiembre | 16:00 | Sur   |

|                                        | Deportes Ovalle       | 0 - 6 | Deportes La Pintana       | Archivo:Municipal La Pintana Banderin.png | Municipal de Punitaqui   | Marcelo Jeria     | 4 de octubre | 15:00 | Norte |
| Archivo:San Antonio Unido Banderin.png | San Antonio Unido     | 2 - 1 | Municipal Mejillones      |                                           | Dr. Olegario Henríquez   | Omar Oporto       | 4 de octubre | 16:00 | Norte |
| Archivo:Valdivia Banderin.png          | Deportes Valdivia     | 1 - 1 | Naval                     |                                           | Félix Gallardo           | Héctor Arcos      | 4 de octubre | 17:30 | Sur   |
| Archivo:Puerto Montt Banderin.png      | Deportes Puerto Montt | 2 - 0 | Deportivo Maipo Quilicura |                                           | Bicentenario Chinquihue  | Julio Abdala      | 4 de octubre | 18:00 | Sur   |
| Archivo:Melipilla Banderin.png         | Deportes Melipilla    | 0 - 2 | Trasandino                |                                           | Roberto Bravo Santibáñez | Fabián Aracena    | 5 de octubre | 15:30 | Norte |
|                                        | Deportes Linares      | 1 - 1 | Malleco Unido             | Archivo:Malleco Banderin.png              | Fiscal de Linares        | Cristián Droguett | 5 de octubre | 15:30 | Sur   |

|                                           | Naval                      | 0 - 2 | San Antonio Unido     | Archivo:San Antonio Unido Banderin.png | Municipal de Tomé       | Julio Abdala    | 10 de octubre | 17:00 |
|                                           | Municipal Mejillones       | 2 - 1 | Deportes Valdivia     | Archivo:Valdivia Banderin.png          | Municipal de Mejillones | Marcelo Jeria   | 11 de octubre | 16:00 |
| Archivo:Municipal La Pintana Banderin.png | Deportes La Pintana        | 1 - 0 | Deportes Linares      |                                        | Municipal de La Pintana | Jorge Arancibia | 11 de octubre | 16:00 |
|                                           | Trasandino                 | 0 - 1 | Deportes Puerto Montt | Archivo:Puerto Montt Banderin.png      | Regional de Los Andes   | Omar Oporto     | 11 de octubre | 16:00 |
|                                           | DDeportivo Maipo Quilicura | 0 - 1 | Deportes Ovalle       |                                        | Santiago Bueras         | Nicolás Gamboa  | 11 de octubre | 16:00 |
| Archivo:Malleco Banderin.png              | Malleco Unido              | 3 - 5 | Deportes Melipilla    | Archivo:Melipilla Banderin.png         | Alberto Larraguibel     | Marcelo Sáez    | 12 de octubre | 16:00 |

|                                        | Deportes Ovalle       | 0 - 0 | Naval                     |                                           | Municipal de Punitaqui   | Cristián Droguett | 18 de octubre | 15:00 |
| Archivo:San Antonio Unido Banderin.png | San Antonio Unido     | 2 - 1 | Malleco Unido             | Archivo:Malleco Banderin.png              | Dr. Olegario Henríquez   | Héctor Arcos      | 18 de octubre | 16:00 |
| Archivo:Puerto Montt Banderin.png      | Deportes Puerto Montt | 0 - 1 | Deportes La Pintana       | Archivo:Municipal La Pintana Banderin.png | Bicentenario Chinquihue  | Fabián Aracena    | 18 de octubre | 18:00 |
|                                        | Deportes Linares      | 1 - 3 | Municipal Mejillones      |                                           | Fiscal de Linares        | Nicolás Gamboa    | 19 de octubre | 15:30 |
| Archivo:Melipilla Banderin.png         | Deportes Melipilla    | 1 - 0 | Deportivo Maipo Quilicura |                                           | Roberto Bravo Santibáñez | Omar Oporto       | 19 de octubre | 16:00 |
| Archivo:Valdivia Banderin.png          | Deportes Valdivia     | 2 - 2 | Trasandino                |                                           | Félix Gallardo           | Jorge Arancibia   | 19 de octubre | 17:00 |

| Archivo:Municipal La Pintana Banderin.png | Deportes La Pintana       | 2 - 1 | Municipal Mejillones  |                                   | Municipal de La Pintana | Jorge Arancibia | 24 de octubre | 19:00 |
| Archivo:San Antonio Unido Banderin.png    | San Antonio Unido         | 1 - 1 | Deportes Ovalle       |                                   | Dr. Olegario Henríquez  | Fabián Aracena  | 25 de octubre | 16:00 |
|                                           | Trasandino                | 0 - 0 | Deportes Melipilla    | Archivo:Melipilla Banderin.png    | Regional de Los Andes   | Marcelo Jeria   | 25 de octubre | 17:00 |
| Archivo:Malleco Banderin.png              | Malleco Unido             | 2 - 1 | Deportes Linares      |                                   | Alberto Larraguibel     | Julio Abdala    | 26 de octubre | 16:00 |
|                                           | Deportivo Maipo Quilicura | 0 - 1 | Deportes Puerto Montt | Archivo:Puerto Montt Banderin.png | Santiago Bueras         | Héctor Arcos    | 26 de octubre | 16:00 |
|                                           | Naval                     | 2 - 3 | Deportes Valdivia     | Archivo:Valdivia Banderin.png     | Municipal de Hualpén    | Marcelo Sáez    | 26 de octubre | 17:00 |

|                                | Trasandino           | 2 - 1 | Naval                     |                                           | Regional de Los Andes    | Fabián Aracena    | 1 de noviembre | 17:00 |
|                                | Deportes Linares     | 1 - 1 | Deportes Ovalle           |                                           | Fiscal de Linares        | Omar Oporto       | 2 de noviembre | 16:30 |
| Archivo:Malleco Banderin.png   | Malleco Unido        | 3 - 1 | Deportivo Maipo Quilicura |                                           | Alberto Larraguibel      | Marcelo Sáez      | 2 de noviembre | 17:00 |
|                                | Municipal Mejillones | 3 - 1 | San Antonio Unido         | Archivo:San Antonio Unido Banderin.png    | Municipal de Mejillones  | Cristián Droguett | 2 de noviembre | 17:00 |
| Archivo:Melipilla Banderin.png | Deportes Melipilla   | 0 - 0 | Deportes La Pintana       | Archivo:Municipal La Pintana Banderin.png | Roberto Bravo Santibáñez | Nicolás Gamboa    | 2 de noviembre | 17:00 |
| Archivo:Valdivia Banderin.png  | Deportes Valdivia    | 1 - 2 | Deportes Puerto Montt     | Archivo:Puerto Montt Banderin.png         | Félix Gallardo           | Julio Abdala      | 2 de noviembre | 17:00 |

| Archivo:San Antonio Unido Banderin.png    | San Antonio Unido         | 2 - 1 | Deportes Linares     |                                | Dr. Olegario Henríquez   | Jorge Arancibia   | 8 de noviembre | 16:00 |
|                                           | Deportes Ovalle           | 2 - 2 | Deportes Valdivia    | Archivo:Valdivia Banderin.png  | Municipal de Punitaqui   | Héctor Arcos      | 8 de noviembre | 16:00 |
| Archivo:Puerto Montt Banderin.png         | Deportes Puerto Montt     | 1 - 3 | Deportes Melipilla   | Archivo:Melipilla Banderin.png | Bicentenario Chinquihue  | Manuel Marín      | 8 de noviembre | 18:00 |
| Archivo:Municipal La Pintana Banderin.png | Deportes La Pintana       | 1 - 1 | Malleco Unido        | Archivo:Malleco Banderin.png   | Municipal de La Pintana  | Marcelo Jeria     | 8 de noviembre | 19:00 |
|                                           | Deportivo Maipo Quilicura | 0 - 4 | Trasandino           |                                | Santiago Bueras          | Cristián Droguett | 9 de noviembre | 16:00 |
|                                           | Naval                     | 2 - 0 | Municipal Mejillones |                                | Municipal de Chiguayante | Julio Abdala      | 9 de noviembre | 17:00 |

|                                | Municipal Mejillones | 1 - 2 | Deportes Ovalle           |                                           | Municipal de Mejillones  | Marcelo Sáez    | 15 de noviembre | 16:00 |
|                                | Trasandino           | 0 - 1 | Deportes La Pintana       | Archivo:Municipal La Pintana Banderin.png | Regional de Los Andes    | Manuel Marín    | 15 de noviembre | 18:00 |
| Archivo:Melipilla Banderin.png | Deportes Melipilla   | 2 - 0 | Naval                     |                                           | Roberto Bravo Santibáñez | Jorge Arancibia | 16 de noviembre | 17:00 |
| Archivo:Malleco Banderin.png   | Malleco Unido        | 1 - 1 | Deportes Puerto Montt     | Archivo:Puerto Montt Banderin.png         | Alberto Larraguibel      | Fabián Aracena  | 16 de noviembre | 17:00 |
|                                | Deportes Linares     | 2 - 1 | Deportivo Maipo Quilicura |                                           | Fiscal de Linares        | Nicolás Gamboa  | 16 de noviembre | 17:00 |
| Archivo:Valdivia Banderin.png  | Deportes Valdivia    | 1 - 2 | San Antonio Unido         | Archivo:San Antonio Unido Banderin.png    | Félix Gallardo           | Omar Oporto     | 16 de noviembre | 17:00 |

|                                        | Deportes Ovalle           | 0 - 0 | Trasandino          |                                           | Municipal de Punitaqui  | Omar Oporto       | 22 de noviembre | 17:00 |
| Archivo:San Antonio Unido Banderin.png | San Antonio Unido         | 1 - 0 | Deportes Melipilla  | Archivo:Melipilla Banderin.png            | Dr. Olegario Henríquez  | Héctor Arcos      | 22 de noviembre | 17:00 |
| Archivo:Puerto Montt Banderin.png      | Deportes Puerto Montt     | 3 - 1 | Deportes Linares    |                                           | Bicentenario Chinquihue | Julio Abdala      | 22 de noviembre | 18:00 |
|                                        | Deportivo Maipo Quilicura | 3 - 1 | Deportes Valdivia   | Archivo:Valdivia Banderin.png             | Santiago Bueras         | Cristián Droguett | 23 de noviembre | 16:00 |
|                                        | Municipal Mejillones      | 4 - 1 | Malleco Unido       | Archivo:Malleco Banderin.png              | Municipal de Mejillones | Marcelo Jeria     | 23 de noviembre | 17:00 |
|                                        | Naval                     | 2 - 2 | Deportes La Pintana | Archivo:Municipal La Pintana Banderin.png | Municipal de Hualpén    | Marcelo Sáez      | 23 de noviembre | 17:00 |

| Archivo:Municipal La Pintana Banderin.png | Deportes La Pintana   | 4 - 3 | Deportivo Maipo Quilicura |                                        | Municipal de La Pintana  | Jorge Arancibia   | 28 de noviembre | 19:00 |
|                                           | Trasandino            | 3 - 2 | San Antonio Unido         | Archivo:San Antonio Unido Banderin.png | Regional de Los Andes    | Marcelo Jeria     | 29 de noviembre | 18:00 |
| Archivo:Puerto Montt Banderin.png         | Deportes Puerto Montt | 1 - 0 | Naval                     |                                        | Bicentenario Chinquihue  | Omar Oporto       | 29 de noviembre | 18:00 |
| Archivo:Melipilla Banderin.png            | Deportes Melipilla    | 0 - 1 | Municipal Mejillones      |                                        | Roberto Bravo Santibáñez | Fabián Aracena    | 30 de noviembre | 16:00 |
| Archivo:Valdivia Banderin.png             | Deportes Valdivia     | 0 - 0 | Deportes Linares          |                                        | Félix Gallardo           | Nicolás Gamboa    | 30 de noviembre | 17:00 |
| Archivo:Malleco Banderin.png              | Malleco Unido         | 4 - 1 | Deportes Ovalle           |                                        | Alberto Larraguibel      | Cristián Droguett | 30 de noviembre | 18:00 |

|                                        | Municipal Mejillones | 1 - 1 | Trasandino                |                                           | Municipal de Mejillones | Jorge Arancibia   | 6 de diciembre | 17:00 |
| Archivo:San Antonio Unido Banderin.png | San Antonio Unido    | 1 - 0 | Deportes La Pintana       | Archivo:Municipal La Pintana Banderin.png | Dr. Olegario Henríquez  | Fabián Aracena    | 6 de diciembre | 17:00 |
|                                        | Deportes Ovalle      | 0 - 0 | Deportes Puerto Montt     | Archivo:Puerto Montt Banderin.png         | Municipal de Punitaqui  | Nicolás Gamboa    | 6 de diciembre | 17:00 |
| Archivo:Valdivia Banderin.png          | Deportes Valdivia    | 2 - 1 | Malleco Unido             | Archivo:Malleco Banderin.png              | Félix Gallardo          | Marcelo Sáez      | 7 de diciembre | 17:00 |
|                                        | Deportes Linares     | 2 - 0 | Deportes Melipilla        | Archivo:Melipilla Banderin.png            | Fiscal de Linares       | Cristián Droguett | 7 de diciembre | 18:00 |
|                                        | Naval                | 3 - 3 | Deportivo Maipo Quilicura |                                           | Municipal de Hualpén    | Julio Abdala      | 8 de diciembre | 17:00 |

|                                           | Deportivo Maipo Quilicura | 0 - 1 | San Antonio Unido    | Archivo:San Antonio Unido Banderin.png | Santiago Bueras          | Cristián Droguett | 13 de diciembre | 17:00 |
| Archivo:Puerto Montt Banderin.png         | Deportes Puerto Montt     | 2 - 1 | Municipal Mejillones |                                        | Bicentenario Chinquihue  | Marcelo Sáez      | 13 de diciembre | 18:00 |
|                                           | Trasandino                | 0 - 0 | Deportes Linares     |                                        | Regional de Los Andes    | Fabián Aracena    | 13 de diciembre | 18:00 |
| Archivo:Municipal La Pintana Banderin.png | Deportes La Pintana       | 2 - 1 | Deportes Ovalle      |                                        | Municipal de La Pintana  | Marcelo Jeria     | 13 de diciembre | 19:00 |
|                                           | Naval                     | 2 - 1 | Malleco Unido        | Archivo:Malleco Banderin.png           | Municipal de Hualpén     | Jorge Arancibia   | 14 de diciembre | 17:00 |
| Archivo:Melipilla Banderin.png            | Deportes Melipilla        | 1 - 2 | Deportes Valdivia    | Archivo:Valdivia Banderin.png          | Roberto Bravo Santibáñez | Omar Oporto       | 14 de diciembre | 17:00 |

| Archivo:San Antonio Unido Banderin.png | San Antonio Unido    | 0 - 2 | Deportes Puerto Montt     | Archivo:Puerto Montt Banderin.png         | Dr. Olegario Henríquez  | Francisco Gilabert | 20 de diciembre | 17:00 |
|                                        | Deportes Ovalle      | 1 - 0 | Deportes Melipilla        | Archivo:Melipilla Banderin.png            | Municipal de Punitaqui  | Fabián Aracena     | 20 de diciembre | 17:00 |
|                                        | Municipal Mejillones | 0 - 2 | Deportivo Maipo Quilicura |                                           | Municipal de Mejillones | Omar Oporto        | 20 de diciembre | 17:00 |
| Archivo:Valdivia Banderin.png          | Deportes Valdivia    | 1 - 0 | Deportes La Pintana       | Archivo:Municipal La Pintana Banderin.png | Félix Gallardo          | Julio Abdala       | 20 de diciembre | 17:00 |
|                                        | Deportes Linares     | 1 - 1 | Naval                     |                                           | Fiscal de Linares       | Marcelo Sáez       | 20 de diciembre | 18:00 |
| Archivo:Malleco Banderin.png           | Malleco Unido        | 0 - 1 | Trasandino                |                                           | Alberto Larraguibel     | Nicolás Gamboa     | 21 de diciembre | 18:00 |

### Segunda Rueda
|                                        | Municipal Mejillones | 0 - 0 | Trasandino                |                                           | Municipal de Mejillones  | Marcelo Jeria     | 10 de enero | 17:00 | Norte |
| Archivo:San Antonio Unido Banderin.png | San Antonio Unido    | 2 - 0 | Deportes Ovalle           |                                           | Dr. Olegario Henríquez   | Cristián Droguett | 10 de enero | 17:00 | Norte |
|                                        | Deportes Linares     | 3 - 0 | Naval                     |                                           | Fiscal de Linares        | Jorge Arancibia   | 10 de enero | 18:00 | Sur   |
| Archivo:Valdivia Banderin.png          | Deportes Valdivia    | 1 - 1 | Deportes Puerto Montt     | Archivo:Puerto Montt Banderin.png         | Félix Gallardo           | Marcelo Sáez      | 11 de enero | 16:00 | Sur   |
| Archivo:Melipilla Banderin.png         | Deportes Melipilla   | 1 - 0 | Deportes La Pintana       | Archivo:Municipal La Pintana Banderin.png | Roberto Bravo Santibáñez | Manuel Marín      | 11 de enero | 17:00 | Norte |
| Archivo:Malleco Banderin.png           | Malleco Unido        | 6 - 1 | Deportivo Maipo Quilicura |                                           | Alberto Larraguibel      | Julio Abdala      | 11 de enero | 18:00 | Sur   |

|                                           | Deportivo Maipo Quilicura | 3 - 5 | Deportes Valdivia    | Archivo:Valdivia Banderin.png          | Santiago Bueras         | Fabián Aracena    | 16 de enero | 18:00 | Sur   |
|                                           | Naval                     | 2 - 4 | Malleco Unido        | Archivo:Malleco Banderin.png           | Municipal de Hualpén    | Marcelo Sáez      | 17 de enero | 18:00 | Sur   |
|                                           | Deportes Ovalle           | 1 - 2 | Deportes Melipilla   | Archivo:Melipilla Banderin.png         | Municipal de Punitaqui  | Marcelo Jeria     | 17 de enero | 18:00 | Norte |
|                                           | Trasandino                | 1 - 3 | San Antonio Unido    | Archivo:San Antonio Unido Banderin.png | Regional de Los Andes   | Nicolás Gamboa    | 17 de enero | 18:00 | Norte |
| Archivo:Municipal La Pintana Banderin.png | Deportes La Pintana       | 3 - 2 | Municipal Mejillones |                                        | Municipal La Pintana    | Cristián Droguett | 17 de enero | 19:00 | Norte |
| Archivo:Puerto Montt Banderin.png         | Deportes Puerto Montt     | 2 - 0 | Deportes Linares     |                                        | Bicentenario Chinquihue | Julio Abdala      | 17 de enero | 19:30 | Sur   |

|                                        | Municipal Mejillones | 3 - 0 | Deportes Ovalle           |                                           | Municipal de Mejillones | Manuel Marín      | 24 de enero | 17:00 | Norte |
|                                        | Naval                | 3 - 1 | Deportivo Maipo Quilicura |                                           | Municipal de Hualpén    | Nicolás Gamboa    | 24 de enero | 18:00 | Sur   |
| Archivo:Valdivia Banderin.png          | Deportes Valdivia    | 3 - 1 | Deportes Linares          |                                           | Félix Gallardo          | Cristián Droguett | 24 de enero | 18:00 | Sur   |
|                                        | Trasandino           | 3 - 3 | Deportes La Pintana       | Archivo:Municipal La Pintana Banderin.png | Regional de Los Andes   | Julio Abdala      | 24 de enero | 19:30 | Norte |
| Archivo:San Antonio Unido Banderin.png | San Antonio Unido    | 1 - 0 | Deportes Melipilla        | Archivo:Melipilla Banderin.png            | Dr. Olegario Henríquez  | Fabián Aracena    | 25 de enero | 17:00 | Norte |
| Archivo:Malleco Banderin.png           | Malleco Unido        | 0 - 0 | Deportes Puerto Montt     | Archivo:Puerto Montt Banderin.png         | Alberto Larraguibel     | Jorge Arancibia   | 25 de enero | 18:00 | Sur   |

| Archivo:San Antonio Unido Banderin.png | San Antonio Unido     | 5 - 2 | Deportes La Pintana       | Archivo:Municipal La Pintana Banderin.png | Dr. Olegario Henríquez   | Marcelo Jeria  | 31 de enero | 17:00 | Norte |
| Archivo:Melipilla Banderin.png         | Deportes Melipilla    | 2 - 1 | Municipal Mejillones      |                                           | Roberto Bravo Santibáñez | Marcelo Sáez   | 31 de enero | 17:00 | Norte |
|                                        | Deportes Linares      | 0 - 0 | Deportivo Maipo Quilicura |                                           | Fiscal de Linares        | Manuel Marín   | 31 de enero | 18:00 | Sur   |
|                                        | Deportes Ovalle       | 1 - 0 | Trasandino                |                                           | Municipal de Punitaqui   | Fabián Aracena | 31 de enero | 18:00 | Norte |
| Archivo:Valdivia Banderin.png          | Deportes Valdivia     | 3 - 2 | Malleco Unido             | Archivo:Malleco Banderin.png              | Félix Gallardo           | Nicolás Gamboa | 31 de enero | 19:00 | Sur   |
| Archivo:Puerto Montt Banderin.png      | Deportes Puerto Montt | 2 - 2 | Naval                     |                                           | Bicentenario Chinquihue  | Omar Oporto    | 31 de enero | 19:30 | Sur   |

| Archivo:Municipal La Pintana Banderin.png | Deportes La Pintana       | 3 - 0 | Deportes Ovalle       |                                        | Municipal de La Pintana | Omar Oporto       | 6 de febrero | 20:00 | Norte |
|                                           | Municipal Mejillones      | 1 - 1 | San Antonio Unido     | Archivo:San Antonio Unido Banderin.png | Municipal de Mejillones | Jorge Arancibia   | 7 de febrero | 17:00 | Norte |
|                                           | Trasandino                | 0 - 0 | Deportes Melipilla    | Archivo:Melipilla Banderin.png         | Regional de Los Andes   | Cristián Droguett | 7 de febrero | 19:30 | Norte |
|                                           | Deportivo Maipo Quilicura | 0 - 2 | Deportes Puerto Montt | Archivo:Puerto Montt Banderin.png      | Municipal de La Pintana | Marcelo Jeria     | 7 de febrero | 20:30 | Sur   |
|                                           | Naval                     | 2 - 0 | Deportes Valdivia     | Archivo:Valdivia Banderin.png          | Municipal de Hualpén    | Julio Abdala      | 8 de febrero | 18:00 | Sur   |
| Archivo:Malleco Banderin.png              | Malleco Unido             | 2 - 3 | Deportes Linares      |                                        | Alberto Larraguibel     | Marcelo Sáez      | 8 de febrero | 18:00 | Sur   |

| Archivo:San Antonio Unido Banderin.png | San Antonio Unido     | 2 - 1 | Naval                     |                                           | Dr. Olegario Henríquez   | Fabián Aracena  | 14 de febrero | 17:00 |
| Archivo:Melipilla Banderin.png         | Deportes Melipilla    | 1 - 2 | Malleco Unido             | Archivo:Malleco Banderin.png              | Roberto Bravo Santibáñez | Manuel Marín    | 14 de febrero | 17:00 |
|                                        | Deportes Ovalle       | 2 - 1 | Deportivo Maipo Quilicura |                                           | Municipal de Punitaqui   | Jorge Arancibia | 14 de febrero | 18:00 |
|                                        | Deportes Linares      | 0 - 1 | Deportes La Pintana       | Archivo:Municipal La Pintana Banderin.png | Fiscal de Linares        | Nicolás Gamboa  | 14 de febrero | 18:00 |
| Archivo:Puerto Montt Banderin.png      | Deportes Puerto Montt | 1 - 0 | Trasandino                |                                           | Bicentenario Chinquihue  | Marcelo Sáez    | 14 de febrero | 18:00 |
| Archivo:Valdivia Banderin.png          | Deportes Valdivia     | 1 - 1 | Municipal Mejillones      |                                           | Félix Gallardo           | Omar Oporto     | 14 de febrero | 19:00 |

|                                           | Naval                     | 2 - 0 | Deportes Ovalle       |                                        | Municipal de Hualpén    | Manuel Marín      | 20 de febrero | 19:00 |
| Archivo:Municipal La Pintana Banderin.png | Deportes La Pintana       | 2 - 4 | Deportes Puerto Montt | Archivo:Puerto Montt Banderin.png      | Municipal de La Pintana | Cristián Droguett | 20 de febrero | 20:00 |
|                                           | Municipal Mejillones      | 4 - 0 | Deportes Linares      |                                        | Municipal de Mejillones | Fabián Aracena    | 21 de febrero | 17:00 |
|                                           | Trasandino                | 1 - 5 | Deportes Valdivia     | Archivo:Valdivia Banderin.png          | Regional de Los Andes   | Marcelo Jeria     | 21 de febrero | 18:30 |
| Archivo:Malleco Banderin.png              | Malleco Unido             | 1 - 1 | San Antonio Unido     | Archivo:San Antonio Unido Banderin.png | Alberto Larraguibel     | Julio Abdala      | 21 de febrero | 20:00 |
|                                           | Deportivo Maipo Quilicura | 1 - 3 | Deportes Melipilla    | Archivo:Melipilla Banderin.png         | Municipal de La Pintana | Nicolás Gamboa    | 22 de febrero | 18:00 |

| Archivo:Valdivia Banderin.png     | Deportes Valdivia     | 4 - 1 | Naval                     |                                           | Félix Gallardo           | Marcelo Sáez      | 27 de febrero | 19:00 |
|                                   | Municipal Mejillones  | 1 - 1 | Deportes La Pintana       | Archivo:Municipal La Pintana Banderin.png | Municipal de Mejillones  | Marcelo Jeria     | 28 de febrero | 17:30 |
|                                   | Deportes Linares      | 0 - 2 | Malleco Unido             | Archivo:Malleco Banderin.png              | Fiscal de Linares        | Cristián Droguett | 28 de febrero | 18:00 |
|                                   | Deportes Ovalle       | 1 - 1 | San Antonio Unido         | Archivo:San Antonio Unido Banderin.png    | Municipal de Punitaqui   | Nicolás Gamboa    | 28 de febrero | 18:00 |
| Archivo:Melipilla Banderin.png    | Deportes Melipilla    | 1 - 0 | Trasandino                |                                           | Roberto Bravo Santibáñez | Omar Oporto       | 28 de febrero | 18:00 |
| Archivo:Puerto Montt Banderin.png | Deportes Puerto Montt | 4 - 0 | Deportivo Maipo Quilicura |                                           | Bicentenario Chinquihue  | Julio Abdala      | 18 de marzo   | 20:00 |

|                                           | Naval                     | 2 - 0 | Trasandino           |                                | Municipal de Hualpén    | Fabián Aracena    | 6 de marzo | 19:00 |
| Archivo:Municipal La Pintana Banderin.png | Deportes La Pintana       | 3 - 1 | Deportes Melipilla   | Archivo:Melipilla Banderin.png | Municipal de La Pintana | Manuel Marín      | 6 de marzo | 20:00 |
| Archivo:San Antonio Unido Banderin.png    | San Antonio Unido         | 2 - 1 | Municipal Mejillones |                                | Dr. Olegario Henríquez  | Cristián Droguett | 7 de marzo | 17:00 |
|                                           | Deportivo Maipo Quilicura | 1 - 3 | Malleco Unido        | Archivo:Malleco Banderin.png   | Municipal de La Pintana | Marcelo Jeria     | 7 de marzo | 17:00 |
|                                           | Deportes Ovalle           | 2 - 2 | Deportes Linares     |                                | Municipal de Punitaqui  | Héctor Arcos      | 7 de marzo | 18:00 |
| Archivo:Puerto Montt Banderin.png         | Deportes Puerto Montt     | 2 - 4 | Deportes Valdivia    | Archivo:Valdivia Banderin.png  | Bicentenario Chinquihue | Omar Oporto       | 9 de marzo | 20:00 |

|                                | Municipal Mejillones | 2 - 3 | Naval                     |                                           | Municipal de Mejillones  | Nicolás Gamboa | 14 de marzo | 17:00 |
| Archivo:Melipilla Banderin.png | Deportes Melipilla   | 4 - 0 | Deportes Puerto Montt     | Archivo:Puerto Montt Banderin.png         | Roberto Bravo Santibáñez | Héctor Arcos   | 14 de marzo | 18:00 |
|                                | Deportes Linares     | 2 - 5 | San Antonio Unido         | Archivo:San Antonio Unido Banderin.png    | Fiscal de Linares        | Manuel Marín   | 14 de marzo | 18:30 |
|                                | Trasandino           | 2 - 0 | Deportivo Maipo Quilicura |                                           | Regional de Los Andes    | Fabián Aracena | 14 de marzo | 18:30 |
| Archivo:Valdivia Banderin.png  | Deportes Valdivia    | 3 - 0 | Deportes Ovalle           |                                           | Félix Gallardo           | Julio Abdala   | 14 de marzo | 19:00 |
| Archivo:Malleco Banderin.png   | Malleco Unido        | 6 - 3 | Deportes La Pintana       | Archivo:Municipal La Pintana Banderin.png | Alberto Larraguibel      | Omar Oporto    | 14 de marzo | 20:00 |

|                                           | Naval                     | 1 - 0 | Deportes Melipilla   | Archivo:Melipilla Banderin.png | Municipal de Hualpén    | Manuel Marín      | 20 de marzo | 19:00 |
| Archivo:Municipal La Pintana Banderin.png | Deportes La Pintana       | 1 - 2 | Trasandino           |                                | Municipal de La Pintana | Marcelo Jeria     | 20 de marzo | 20:00 |
| Archivo:San Antonio Unido Banderin.png    | San Antonio Unido         | 3 - 1 | Deportes Valdivia    | Archivo:Valdivia Banderin.png  | Dr. Olegario Henríquez  | Héctor Arcos      | 21 de marzo | 17:00 |
|                                           | Deportes Ovalle           | 2 - 0 | Municipal Mejillones |                                | Municipal de Punitaqui  | Fabián Aracena    | 21 de marzo | 18:00 |
|                                           | Deportivo Maipo Quilicura | 2 - 1 | Deportes Linares     |                                | Municipal de Buin       | Cristián Droguett | 21 de marzo | 19:30 |
| Archivo:Puerto Montt Banderin.png         | Deportes Puerto Montt     | 3 - 2 | Malleco Unido        | Archivo:Malleco Banderin.png   | Bicentenario Chinquihue | Marcelo Sáez      | 22 de marzo | 18:00 |

| Archivo:Municipal La Pintana Banderin.png | Deportes La Pintana | 3 - 0 | Naval                     |                                        | Municipal de La Pintana  | Marcelo Sáez   | 27 de marzo | 15:00 |
|                                           | Deportes Linares    | 1 - 2 | Deportes Puerto Montt     | Archivo:Puerto Montt Banderin.png      | Fiscal de Linares        | Fabián Aracena | 28 de marzo | 17:00 |
|                                           | Trasandino          | 2 - 2 | Deportes Ovalle           |                                        | Regional de Los Andes    | Omar Oporto    | 28 de marzo | 18:00 |
| Archivo:Valdivia Banderin.png             | Deportes Valdivia   | 4 - 1 | Deportivo Maipo Quilicura |                                        | Félix Gallardo           | Nicolás Gamboa | 28 de marzo | 19:00 |
| Archivo:Malleco Banderin.png              | Malleco Unido       | 5 - 0 | Municipal Mejillones      |                                        | Alberto Larraguibel      | Marcelo Jeria  | 28 de marzo | 20:00 |
| Archivo:Melipilla Banderin.png            | Deportes Melipilla  | 3 - 1 | San Antonio Unido         | Archivo:San Antonio Unido Banderin.png | Roberto Bravo Santibáñez | Julio Abdala   | 29 de marzo | 17:00 |

| Archivo:San Antonio Unido Banderin.png | San Antonio Unido         | 3 - 1 | Trasandino            |                                           | Dr. Olegario Henríquez  | Nicolás Gamboa    | 4 de abril | 17:00 |
|                                        | Deportes Ovalle           | 3 - 0 | Malleco Unido         | Archivo:Malleco Banderin.png              | Municipal de Punitaqui  | Héctor Arcos      | 4 de abril | 17:00 |
|                                        | Deportivo Maipo Quilicura | 3 - 3 | Deportes La Pintana   | Archivo:Municipal La Pintana Banderin.png | Municipal de Buin       | Manuel Marín      | 4 de abril | 17:00 |
|                                        | Deportes Linares          | 2 - 0 | Deportes Valdivia     | Archivo:Valdivia Banderin.png             | Fiscal de Linares       | Marcelo Jeria     | 4 de abril | 17:00 |
|                                        | Naval                     | 0 - 1 | Deportes Puerto Montt | Archivo:Puerto Montt Banderin.png         | Municipal de Hualpén    | Cristián Droguett | 4 de abril | 18:30 |
|                                        | Municipal Mejillones      | 2 - 0 | Deportes Melipilla    | Archivo:Melipilla Banderin.png            | Municipal de Mejillones | Omar Oporto       | 7 de abril | 20:00 |

|                                           | Trasandino                | 3 - 1 | Municipal Mejillones |                                        | Regional de Los Andes    | Cristián Droguett | 11 de abril | 17:00 |
|                                           | Deportivo Maipo Quilicura | 1 - 1 | Naval                |                                        | Municipal de Buin        | Héctor Arcos      | 11 de abril | 17:30 |
| Archivo:Puerto Montt Banderin.png         | Deportes Puerto Montt     | 2 - 2 | Deportes Ovalle      |                                        | Bicentenario Chinquihue  | Nicolás Gamboa    | 11 de abril | 18:00 |
| Archivo:Municipal La Pintana Banderin.png | Deportes La Pintana       | 1 - 2 | San Antonio Unido    | Archivo:San Antonio Unido Banderin.png | Municipal de La Pintana  | Fabián Aracena    | 12 de abril | 17:00 |
| Archivo:Malleco Banderin.png              | Malleco Unido             | 2 - 1 | Deportes Valdivia    | Archivo:Valdivia Banderin.png          | Alberto Larraguibel      | Marcelo Sáez      | 12 de abril | 18:00 |
| Archivo:Melipilla Banderin.png            | Deportes Melipilla        | 3 - 2 | Deportes Linares     |                                        | Roberto Bravo Santibáñez | Manuel Marín      | 22 de abril | 17:00 |

| Archivo:San Antonio Unido Banderin.png | San Antonio Unido    | 1 - 0 | Deportivo Maipo Quilicura |                                           | Dr. Olegario Henríquez  | Cristián Droguett | 18 de abril | 17:00 |
|                                        | Municipal Mejillones | 0 - 2 | Deportes Puerto Montt     | Archivo:Puerto Montt Banderin.png         | Municipal de Mejillones | Fabián Aracena    | 18 de abril | 17:00 |
|                                        | Deportes Linares     | 0 - 0 | Trasandino                |                                           | Fiscal de Linares       | Marcelo Sáez      | 18 de abril | 17:00 |
| Archivo:Valdivia Banderin.png          | Deportes Valdivia    | 2 - 2 | Deportes Melipilla        | Archivo:Melipilla Banderin.png            | Félix Gallardo          | Julio Abdala      | 18 de abril | 18:30 |
| Archivo:Malleco Banderin.png           | Malleco Unido        | 2 - 2 | Naval                     |                                           | Alberto Larraguibel     | Omar Oporto       | 19 de abril | 16:00 |
|                                        | Deportes Ovalle      | 3 - 0 | Deportes La Pintana       | Archivo:Municipal La Pintana Banderin.png | Municipal de Punitaqui  | Marcelo Jeria     | 19 de abril | 17:00 |

|  | Trasandino                | 1 - 1 | Malleco Unido        |  | Regional de Los Andes    | Héctor Arcos   | 25 de abril | 16:00 |       |
|  | Deportes La Pintana       | 2 - 4 | Deportes Valdivia    |  | Municipal de La Pintana  | Manuel Marín   | 25 de abril | 17:00 |       |
|  | Deportivo Maipo Quilicura | 3 - 2 | Municipal Mejillones |  | Municipal de Buin        | Nicolás Gamboa | 25 de abril | 17:30 |       |
|  | Naval                     | 1 - 2 | Deportes Linares     |  | Municipal de Hualpén     | Julio Abdala   | 26 de abril | 16:00 |       |
|  | Deportes Melipilla        | 2 - 2 | Deportes Ovalle      |  | Roberto Bravo Santibáñez | Omar Oporto    | 26 de abril | 16:30 |       |
|  | Deportes Puerto Montt (C) | 4 - 0 | San Antonio Unido    |  | Bicentenario Chinquihue  | Claudio Puga   | 5 de mayo   | 20:00 | [ 5 ] |

## Partido decisivo entre Deportes Puerto Montt y San Antonio Unido
Debido a que tanto el líder como el sublíder del torneo tuvieron que enfrentarse entre sí en la última fecha del torneo, el partido entre San Antonio Unido (68 ptos.) y Deportes Puerto Montt (66 ptos.) fue considerado la final del mismo. El partido, que originalmente debía jugarse el 26 de abril de 2015, fue aplazado hasta el 5 de mayo por la erupción del volcán Calbuco, que afectó a la zona sur del país.
En un repleto Estadio Chinquihue, Deportes Puerto Montt derrotó por 4-0 a San Antonio Unido con 2 goles de Pablo Corral y Javier Parraguez, con lo que el equipo salmonero volvió a la Primera B luego de 3 años de ausencia. San Antonio, en cambio, deberá esperar a la siguiente temporada para obtener el ascenso a la Primera B, categoría a la que no acuden desde 1983.
| Segunda División Profesional 2014-15 2.ª Rueda, 16.ª fecha; 5 de mayo de 2015, 20:00 | Deportes Puerto Montt                              | 4:0 (2:0) | San Antonio Unido | Estadio Bicentenario Chinquihue, Puerto Montt           |                                                         |
|                                                                                      | Corral 17' (pen.), 27' (pen.) · Parraguez 52', 54' | Reporte   |                   | Asistencia: 9.870 espectadores Árbitro(s): Claudio Puga | Asistencia: 9.870 espectadores Árbitro(s): Claudio Puga |

## Asistencia en los estadios

### 20 partidos con mejor asistencia
Fecha de Actualización: 5 de mayo de 2015
| Fecha | Estadio                     | Ciudad       | Local                 | Visita                   | Público |
| ----- | --------------------------- | ------------ | --------------------- | ------------------------ | ------- |
| 32    | Bicentenario Chinquihue     | Puerto Montt | Deportes Puerto Montt | San Antonio Unido        | 9.870   |
| 30    | Bicentenario Chinquihue     | Puerto Montt | Deportes Puerto Montt | Deportes Ovalle          | 5.000   |
| 10    | Bicentenario Chinquihue     | Puerto Montt | Deportes Puerto Montt | Deportes Melipilla       | 2.600   |
| 20    | Bicentenario Chinquihue     | Puerto Montt | Deportes Puerto Montt | Naval                    | 2.500   |
| 27    | Bicentenario Chinquihue     | Puerto Montt | Deportes Puerto Montt | Malleco Unido            | 2.500   |
| 31    | Dr. Olegario Henríquez      | San Antonio  | San Antonio Unido     | Deportes Maipo-Quilicura | 2.200   |
| 25    | Bicentenario Chinquihue     | Puerto Montt | Deportes Puerto Montt | Deportes Valdivia        | 2.160   |
| 18    | Bicentenario Chinquihue     | Puerto Montt | Deportes Puerto Montt | Deportes Linares         | 2.000   |
| 7     | Bicentenario Chinquihue     | Puerto Montt | Deportes Puerto Montt | Deportes La Pintana      | 1.910   |
| 5     | Bicentenario Chinquihue     | Puerto Montt | Deportes Puerto Montt | Deportes Maipo-Quilicura | 1.860   |
| 13    | Bicentenario Chinquihue     | Puerto Montt | Deportes Puerto Montt | Naval                    | 1.850   |
| 22    | Bicentenario Chinquihue     | Puerto Montt | Deportes Puerto Montt | Trasandino               | 1.668   |
| 1     | Bicentenario Chinquihue     | Puerto Montt | Deportes Puerto Montt | Deportes Valdivia        | 1.500   |
| 12    | Bicentenario Chinquihue     | Puerto Montt | Deportes Puerto Montt | Deportes Linares         | 1.500   |
| 27    | Dr. Olegario Henríquez      | San Antonio  | San Antonio Unido     | Deportes Valdivia        | 1.500   |
| 3     | Bicentenario Chinquihue     | Puerto Montt | Deportes Puerto Montt | Malleco Unido            | 1.480   |
| 15    | Bicentenario Chinquihue     | Puerto Montt | Deportes Puerto Montt | Municipal Mejillones     | 1.400   |
| 24    | Bicentenario Chinquihue     | Puerto Montt | Deportes Puerto Montt | Deportes Maipo-Quilicura | 1.400   |
| 6     | Alberto Larraguibel Morales | Angol        | Malleco Unido         | Deportes Melipilla       | 1.200   |
| 28    | Roberto Bravo Santibáñez    | Melipilla    | Deportes Melipilla    | San Antonio Unido        | 1.200   |

## Estadísticas

### Goleadores
Actualizado el 26 de abril de 2015.
| Jugador            | Equipo                | Goles anotados |
| ------------------ | --------------------- | -------------- |
| José Torres        | Malleco Unido         | 23             |
| Ismael Almendares  | Municipal Mejillones  | 22             |
| Javier Parraguez   | Deportes Puerto Montt | 20             |
| Maximiliano Alaníz | Deportes Valdivia     | 19             |
| Milton Alegre      | Malleco Unido         | 14             |
| Paulo Cárdenas     | Deportes Pintana      | 13             |
| David Villegas     | Naval                 | 12             |
| Diego Cuéllar      | Deportes Ovalle       | 11             |
| Sergio Vergara     | Deportes Valdivia     | 11             |
| Diego Inostroza    | Deportes Pintana      | 10             |

### Autogoles
| Equipo                                                        | Jugadores       | Equipo(s) favorecido(s)                                  | Total |
| ------------------------------------------------------------- | --------------- | -------------------------------------------------------- | ----- |
| Archivo:Melipilla Banderin.png Deportes Melipilla             | Matías Celis    | Archivo:Malleco Banderin.png Malleco Unido               | 1     |
| Archivo:Malleco Banderin.png Malleco Unido                    | Tomás Giménez   | Deportivo Maipo Quilicura                                | 1     |
| Archivo:Valdivia Banderin.png Deportes Valdivia               | Roberto Cáceres | Archivo:San Antonio Unido Banderin.png San Antonio Unido | 1     |
| Archivo:Municipal La Pintana Banderin.png Deportes La Pintana | Daniel González | Naval                                                    | 1     |